# Cyathula braunii
Cyathula braunii là loài thực vật có hoa thuộc họ Dền. Loài này được Gilg ex Schinz mô tả khoa học đầu tiên năm 1931.